# Цициріджі
Цициріджі (рум. Țițirigi) — село у повіті Мехедінць в Румунії. Входить до складу комуни Волояк.
Село розташоване на відстані 242 км на захід від Бухареста, 30 км на схід від Дробета-Турну-Северина, 70 км на північний захід від Крайови.

## Населення
За даними перепису населення 2002 року у селі проживали 75 осіб, усі — румуни. Усі жителі села рідною мовою назвали румунську.